# Глігор Муратовський
Глігор Муратовський (мак. Глигор Муратовски; 22 березня 1897, Галичник — 11 липня 1976, Скоп'є) — македонський фізіолог, пневмофтизіолог, професор, засновник Інституту хвороб молочної залози в Скоп’є.

## Біографія
Глігор Муратовський народився в селі Галичник. Початкову та середню освіту здобув у Галичнику, Салоніках та Скоп'є, медицину вивчав у Софії та Відні. Після закінчення навчання працював лікарем загальної практики в Галичнику, а потім лікарем в Інституті гігієни в Скоп’є. Після створення медичного факультету в Скоп'є його обрали професором кафедри фізіології. У період з 1937 по 1941 роки проходив спеціалізацію в Скоп'є, а під час Національно-визвольної війни надавав медичну допомогу бійцям.

## Кар'єра
Після визволення в 1945 році Муратовський став керуючим Державною лікарнею в Скоп'є. Брав участь у заснуванні медичного факультету в Скоп'є, де призначений професором, а потім деканом факультету в період з 1954 по 1960 рік. Серед іншого, Глігор Муратовський виконував обов'язки завідувача відділу туберкульозу Міністерства охорони здоров'я Македонії, члена Ради громадського здоров'я, керівника міської клініки в Скоп'є, президента Асоціації пневмофтизіологів Македонії, а також одного з організаторів першого з'їзду лікарів у Македонії. Він також був членом Установчих зборів Македонського Червоного Хреста та почесним членом Асоціації пневмофтизіологів Югославії. У 1959 році вийшов на пенсію, а після виходу на пенсію продовжив діяльність у Македонському Червоному Хресті.
Лауреат орденів «За заслуги перед народом», ордена Праці ІІ ступеня, ордена Праці І ступеня, Золотого значка Червоного Хреста Югославії та інших відзнак, нагород і визнань. 